# Jacques Blanchard

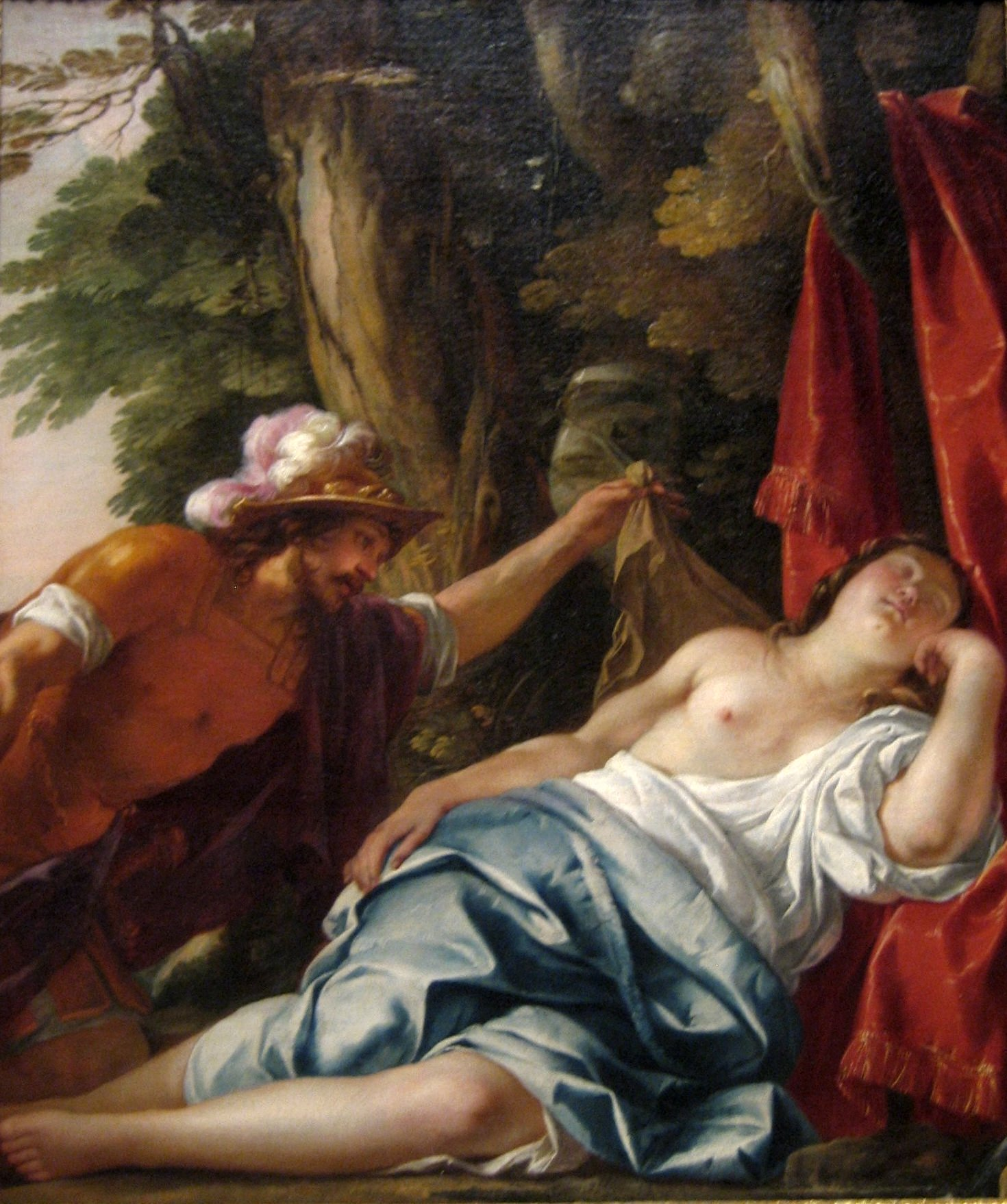
Mars i westalka, 1630, Art Gallery of New South Wales, Sydney

Jacques Blanchard (ur. 1 października 1600 w Paryżu, zm. 1638 tamże) – francuski malarz barokowy.
Kształcił się początkowo w pracowni wuja, malarza Nicolasa Bollery`ego, naukę kontynuował u manierysty Horacego Le Blanca. W latach 1624–1628 przebywał we Włoszech, studiował w Wenecji i Rzymie i pracował na zlecenie dworu księcia Sabaudii Karola Emanuela I. Po powrocie do Francji zdobył uznanie jako malarz dekoracyjny oraz twórca obrazów o tematyce religijnej i mitologicznej.
Artysta tworzył pod wpływem weneckiej szkoły malarskiej, przede wszystkim Tycjana. Był jednym z pierwszych twórców francuskich, którzy malując koncentrowali się na zagadnieniach kolorystycznych. Krytycy sztuki analizując styl Blancharda zwracają również uwagę na wpływ Rubensa widoczny w rysunku oraz francuską, manierystyczną formę jego dzieł. Obrazy malarza są rzadko spotykane, gdyż większość uległa zniszczeniu, znane są jedynie z rycin.
Syn Jacques’a, Gabriel Blanchard był również malarzem, wykonał m.in. plafon w Salonie Diany w Wersalu.